# Harveyovaná ocel

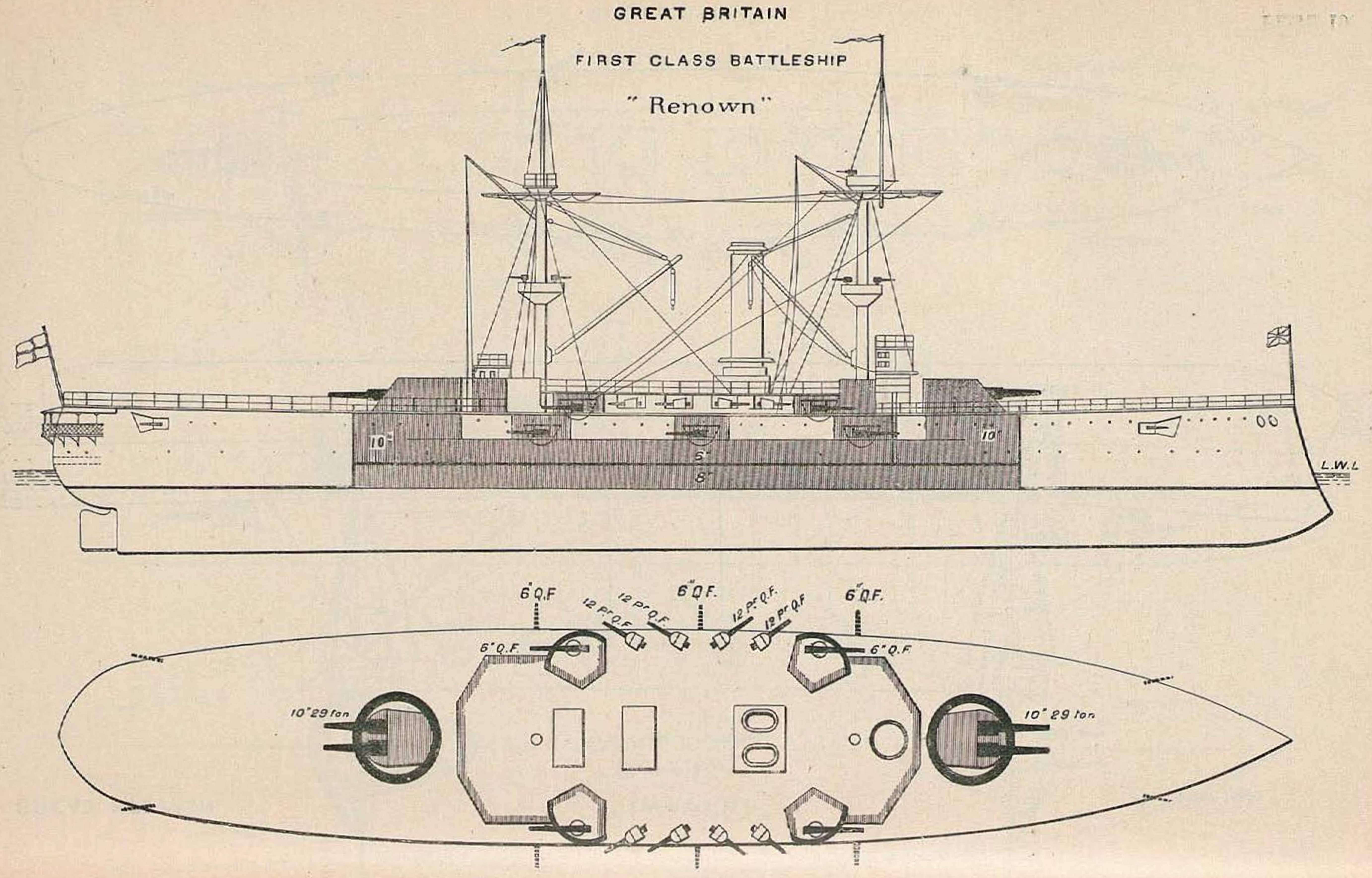
První bitevní lodí v Royal Navy s pancéřováním z harveyované oceli měla být HMS Renown (zde schéma pancéřování) – byla ale dokončena později, než některé jednotky následující třídy Majestic

Harveyovaná ocel je tvrzená ocel získaná takzvaným Harveyovým postupem. Koncem 19. století (a občas ještě v prvních letech 20. století) byla používána pro výrobu lodního pancéřování, které mělo poloviční tloušťku při stejné odolnosti, než pancéřování ze svářkové oceli (proti střelám bez Makarovovy čepice). Postup vynalezl Američan Hayward A. Harvey počátkem 90. let 19. století.

## Výroba
Harveyování oceli spočívalo v cementování čelní strany budoucího pancéřového plátu (Harvey původně použil niklovanou ocel). To se dělo nasypáním látky bohaté na uhlík (např. živočišné uhlí) na povrch plátu a následným udržováním při teplotě přibližně 1065 °C – tento proces trval přibližně dva až tři týdny. Poté následovalo kalení vodou nebo olejem. Nakonec byl celý pancéřový plát žíhán, čímž bylo dosaženo požadované tvrdosti i u zadní strany.
| Typické složení pancéřového plátu z harveyované (americké niklované) oceli | Typické složení pancéřového plátu z harveyované (americké niklované) oceli | Typické složení pancéřového plátu z harveyované (americké niklované) oceli |
| -------------------------------------------------------------------------- | -------------------------------------------------------------------------- | -------------------------------------------------------------------------- |
|                                                                            | Podle Naval Ordnance and Gunnery                                           | Podle Ordnance and Gunnery                                                 |
| Uhlík                                                                      | 0,2 %                                                                      | 0,3 %                                                                      |
| Mangan                                                                     | 0,6 %                                                                      | 0,8 %                                                                      |
| Nikl                                                                       | 3,25 až 3,50 %                                                             | 3,25 %                                                                     |
| Křemík                                                                     | neuvedeno                                                                  | 0,1 %                                                                      |
| Fosfor                                                                     | neuvedeno                                                                  | 0,04 %                                                                     |
| Síra                                                                       | neuvedeno                                                                  | 0,02 %                                                                     |
| Chrom                                                                      | neuvedeno                                                                  | 0,0 %                                                                      |

Cementované čelo mívalo podle Naval Ordnance and Gunnery 1,0 až 1,1 % uhlíku. Tvrzení s hloubkou ubývalo a po asi 2,5 cm se hodnoty uhlíku vrátily do normálu.

## Pancéřování z harveyované oceli
Pancéřování z harveyované oceli kombinovalo tvrdou (ale křehkou) vrstvu, o kterou se měl rozbít a zastavit přilétající granát, s podpůrnou houževnatou vrstvou. Toto pancéřování tak fungovalo podobně, jako předchozí sdružené pancéřování, ale v rámci jednoho pancéřového plátu (přechod z tvrzeného čela byl postupný). Tím bylo dosaženo 1,6 násobného zvýšení odolnosti proti granátům bez Makarovovy čepice (pravděpodobně kované typu Holtzer, neboť odlévané – např. typu Palliser – nedokázaly probít cementované pancíře): 7,5 palců (190,5 mm) silný plát z harveyované oceli měl odolnost přibližně jako 12 palců (304,8 mm) sdruženého pancéřování nebo 15 palců (381 mm) svářkové oceli.
Již při pokusném ostřelování v roce 1891 na střelnici v Indian Head v Marylandu pancéřový plát z harveyované oceli prokázal převahu nad jinými tehdy používanými metodami pancéřováni. Rovněž Royal Navy projevila zájem o nový pancíř a během pokusných střeleb na cílovou loď HMS Nettle 1. listopadu 1892 odolal její šestipalcový (~ 152,4 mm) pancíř z harveyované oceli šestipalcovým projektilům typu Holtzer.
Američané použili pancéřování z harveyované oceli na bitevních lodích třídy Indiana (a následujících). Britové použili pancéřový pás z harveyované oceli pouze na bitevní lodi HMS Renown a devíti bitevních lodích následující třídy Majestic. Pak ale přešli na ještě odolnější Kruppovu ocel, která od poloviny 90. let 19. století postupně nahradila harveyovanou ocel v pancéřování predreadnoughtů. Rusové použili harveyovanou ocel k pancéřování bitevních lodí Tri Svjatitělja, Sisoj Velikij a nejméně jedné jednotce třídy Petropavlovsk (Sevastopol; Forczyk uvádí, že i Petropavlovsk měl mít pancéřování z harveyované oceli, ale podle McLaughlina byl Petropavlovsk pancéřován obyčejnou niklovanou ocelí). Japonci ji použili na bitevních lodích tříd Fudži, Šikišima a Asahi.